# Anderson Cascades
Die Anderson Cascades sind ein Wasserfall im Fiordland-Nationalpark auf der Südinsel Neuseelands. Er liegt im Lauf des Roaring Burn an der Südflanke des 1990 m hohen Mount Elliot. Seine Fallhöhe beträgt rund 20 Meter.
Der Wasserfall ist auf dem Milford Track während der dritten Tagesetappe zwischen der Mintaro Hut und der Dumpling Hut hinter dem Omanui / McKinnon Pass erreichbar.